# نوريو واكاموتو
نوريو واكاموتو (若本規夫 واكاموتو نوريو) هو مؤدي أصوات ياباني ولد في 18 أكتوبر 1945 في شيمونوسكي، ياماغوتشي.

## أدواره في الأنمي

### مسلسلات أنمي تلفزيونية
- جنود السايبورغ - الشبح الأسود
- دراغون بول Z - سيل
- دراغون بول GT - سيل
- دراغون بول كاي - سيل
- المتحولون سايبرترون - سكورج
- أزومانغا دايو - والد تشيو
- يو يو هاكوشو - غوكي، تشو
- تنبو إيبون أياكاشي أياشي - توري يوزو
- سكرايد - الراوي
- أويدو روكيت - توري يوزو
- سباق التحدي - الطيف الأسود
- ديول ماسترز - جورج
- فتى الرمال - عنكبوت المطر
- دي جرايمان - وينترز سوكارو
- كاوبوي بيبوب - فيشاس
- ساموراي تشامبلو - بونداي
- كود جياس لولوش المتمرد - إمبراطور بريطانيا
- كود جياس لولوش المتمرد R2 - إمبراطور بريطانيا/تشارلز زي بريطانيا
- بيرسيرك - غامبينو
- باكانو! - غوستاف سانت جيرماين
- كرغل منزل يوشيناغا - كرغل
- سنغوكو باسارا - أودا نوبوناغا
- سنغوكو باسارا تو - أودا نوبوناغا
- غينتاما - كاتاكوريكو ماتسودايرا
- برج درواغا 〜the Aegis of URUK〜 - الباب الكبير
- ترايجان - غوفسيف
- المحقق كونان - ساتوشي مياهارا
- يوغي GX - تايتان/مبارز الظل
- وولفز راين - فوكورو، دارسيا الأول
- ثانوية كروماتي - شينيتشي ميكازاوا
- سازايه-سان - أناغو
- متجر الكعك الغربي الأثري - تاداهيرو أكوتاغاوا
- غا-راي زيرو - الإخوة نابو
- غاش بيل الذهبي - فيكتوريم
- المعلم الساحر نيغيما! - زعيم الشر
- كيدي غريد - شفاليير دوتريش
- دي إن إنجل - إرليخ فون فانديمباغو
- فايس كرويتز - ريجي تاكاتوري
- فايري تايل - حاكم أطياف النجوم
- غوست سويبر ميكامي - بايبر
- إندكس معينة خاصة بالسحر II - بياجيو بوزوني
- سكال مان - قائد منضمة BRAIN GEAR
- حفيد نوراريهيون: عاصمة العفاريت - تاكارابوني
- يوميات المستقبل - ديوس إكس ماكينا
- ستريت فايتر 2 V - والد كين
- كيشين هوكو ديمونبين - أوغوستوس
- أمراء الغناء 1000% - شاينينغ ساوتومي
- أمراء الغناء 2000% - شاينينغ ساوتومي
- أمراء الغناء ريفولوشنز - شاينينغ ساوتومي
- أوشيو و تورا - غورين
- بيغ أوردر - كوكودو سوموكو
- كابتن ماجد - كامل
- مونتو - غونتارو

### أوفا أنمي
- بلاك ماجك - روجر
- هلسينغ Ultimate - ألكسندر أندرسون
- غانباستر - كويتشيرو أوتا
- الأسطورة المقدسة: ريغفيدا - تايشاكوتن
- حرب الكواكب - جراح
- مغامرة جوجو الغريبة - هول هورس

### أفلام أنمي
- سلايرز: الفيلم - لاغوس
- سنغوكو باسارا: ذا لاست بارتي - أودا نوبوناغا

## أدواره في ألعاب الفيديو
- سلسلة ألعاب ستريت فايتر
  - ستريت فايتر IV - ام. بايسون
  - سوبر ستريت فايتر IV - ام. بايسون
  - سوبر ستريت فايتر IV آركيد إديشن - ام. بايسون
  - ألترا ستريت فايتر IV - ام. بايسون
  - ستريت فايتر V - ام. بايسون
- ستريت فايتر X تيكن - ام. بايسون
- سلسلة كينجدوم هارتس
  - كينجدوم هارتس 2 - زيمناس
  - كينجدوم هارتس 358/2 دايز - زيمناس
  - كينجدوم هارتس 3D: دريم دروب ديستانس - زيمناس
- فاينل فانتسي XII - آلسيد مارغراس
- فاينل فانتسي IV DS - روبيكانتي
- ديسيديا: فاينل فانتسي - كيوس
- ديسيديا 012: فاينل فانتسي - كيوس
- سلسلة ألعاب غيلتي جير
  - غيلتي جير X - جوني
  - غيلتي جير XX - جوني
  - غيلتي جير إيسكا - جوني
  - غيلتي جير جادجمنت - جوني
- ريزونانس أوف فيت - غاريليانو
- سول كاليبر IV - يوشيميتسو
- كاثرين - الساقي
- ديفل كينغز - ديفل كينغ
- سنغوكو باسارا: ساموراي هيروز - نوبوناغا أودا
- تيلز أوف فرسس - بارباتوس غيتيا
- زينوبليد كرونيكلز - مومكار، ذو الوجه المعدني

## أدواره في الدبلجة اليابانية
- بريزون بريك - تي-باغ
- إكس-من - مستر سينيستر
- ترانسفورمرز أنيميتد - ميغاترون

## وصلات خارجية
- نوريو واكاموتو على موقع IMDb (الإنجليزية)
- نوريو واكاموتو على موقع ميوزك برينز (الإنجليزية)
- نوريو واكاموتو على موقع قاعدة بيانات الفيلم (الإنجليزية)
- نوريو واكاموتو على موقع ANN person (الإنجليزية)